# Benjamin Werner
Pour les articles homonymes, voir Werner.
Benjamin Werner, né le 10 juin 1966 à Munich, est un chercheur français en informatique. 

## Études
Ancien élève de l'École polytechnique, il a obtenu des DEA en mathématiques et en informatique. Il a obtenu un doctorat en sciences à l'université Paris-Diderot sous la direction de Christine Paulin-Mohring.

## Travaux
Werner a d'abord été chercheur postdoctoral à l'Université Ryukoku (Kyoto) et à l'Université de Cornell. Il est entré à l'INRIA en 1994. 
Benjamin Werner est directeur de recherche à l'INRIA et Professeur à l'École polytechnique. Il a notamment été membre de la composante mathématiques du centre de recherche conjoint INRIA/Microsoft,.
Ses travaux portent sur la théorie des types et les assistants de preuve. Il a en particulier participé à la démonstration formalisée du théorème des quatre couleurs.

## Famille
Benjamin Werner est le fils de l'historien Michael Werner et le frère du mathématicien Wendelin Werner.